# Ede, Nederländerna

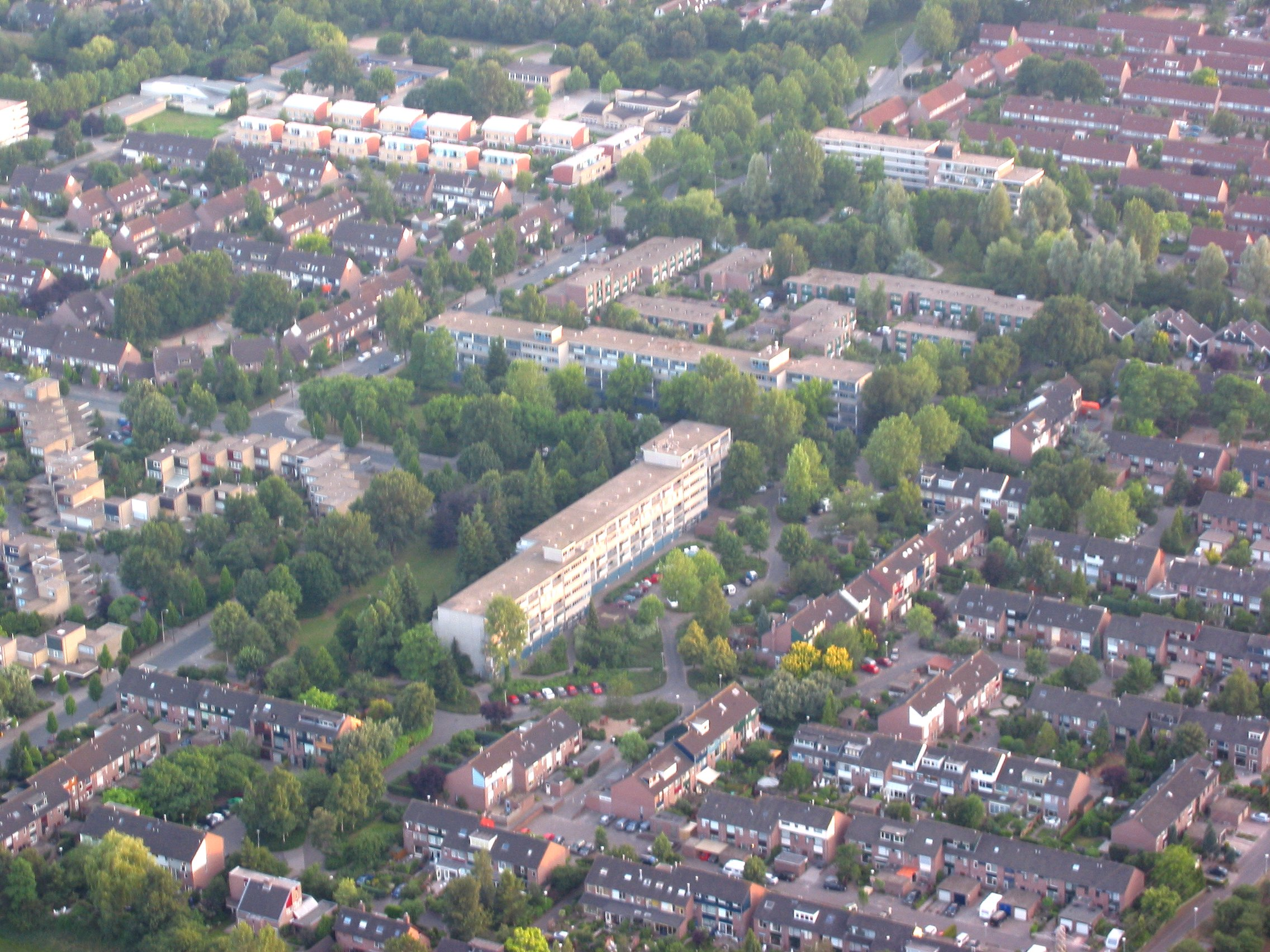
Utsikt över Ede.

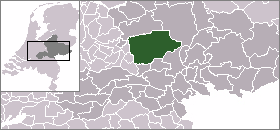
Edes läge

Ede är en kommun i provinsen Gelderland i Nederländerna. Kommunens totala area är 318,68 km² (där 0,35 km² är vatten) och invånarantalet är på 117 166 invånare (2020). 
Inom kommunen finns bland annat konstmuseet Kröller-Müller Museum samt delar av nationalparken Hoge Veluwe.